# Dagloner
Een dagloner is een arbeider die per dag werd betaald en die met name in de land- en tuinbouw werkte.
De dagloner had geen vaste betrekking en verdiende daardoor niet als er geen werk voorhanden was. Toch was hij met zijn gezin vaak afhankelijk van één boerderij, waarbij hij op loopafstand woonde. Daarom werden ze in Brabant ook wel kortwoners genoemd. Als de boer arbeidskracht nodig had, blies hij op de koehoorn.
Tegenwoordig wordt het incidentele werk in de land- en tuinbouw gedaan door zogenaamde loonbedrijven. Deze hebben werknemers die in vaste dienst staan.
De dagloner was goed te vergelijken met de losarbeider of loswerkman in de haven en industrie. Deze meldde zich 's ochtends op een plaats waar gewoonlijk arbeid geronseld werd. Meestal was dat een café. De koppelbaas selecteerde de gewenste arbeidskracht en de rest kon het de volgende dag weer proberen.
In Nederland werd met name in 1970 door de vakbonden strijd gevoerd tegen de koppelbazen en de zogeheten koppelbazenfraude, waarbij werknemers onder valse namen werden aangeworven om de sociale lasten te ontlopen.